# بیلی ویلیامز
بیلی ویلیامز (به انگلیسی: Billy Williams) بازیکن فوتبال زادهٔ ۲۰ ژانویه ۱۸۷۶ اهل کشور انگلستان بود که سابقهٔ بازی در تیم ملی فوتبال انگلستان را در کارنامهٔ خود دارد. وی در تاریخ ۲۰ فوریه ۱۸۹۷ نخستین بازی ملی خود را در مقابل تیم ملی فوتبال ایرلند انجام داد و با حضور در ۶ بازی ملی، در تاریخ ۲۰ مارس ۱۸۹۹ واپسین بازی ملی‌اش را در برابر تیم ملی فوتبال ولز برگزار کرد.